# 工藤澪
工藤澪（くどう れい）は、インディーズAVメーカー・実録出版及び無敵会を中心に活躍しているAV監督。

また、カンパニー松尾・葵刀樹と並び、ハメ撮りの御三家の一人としても名を馳せている。

## 来歴
- 2002年　実録出版設立。
- 2003年　長谷川ゆい作品が大ヒット。一躍、その名を知られる
- 2004年　「顔騎少女 宮地奈々」が、オレンジ通信年間ベスト作品賞受賞。
- 2005年　All About「最も活躍したAV監督」に選出される。
- 2006年　「包茎を舐める女列伝」で、週刊プレイボーイおバカなAV大賞・監督賞受賞。
- 2007年　「ビデオメイトDXアワード2007、貴方が選ぶAV・オブ・ザ・イヤー」 監督部門に入賞。
- 2007年　「ザ・ベストオリジナル誌」十周年記念号で、十周年記念特別付録ムービーを制作。 同誌「日本のAV監督」特集のVol.1として登場。
- 2009年　工藤が『永遠の恋人』と公言する、AV女優兼AV監督の真咲南朋を起用した全八話構成(各話32分)の超大作 「愛していると言えなくて〜真咲南朋 美尻温泉旅行」 が、AVフリーク誌2009年最高金賞作品受賞。
- 2009年　完全工藤澪オンリーのムック本が発売。作中で自身が鬱病であることを明かしている。
- 2013年　大腸癌を切除(公式ブログより)。
- 2013年　若手のジョニー大久保とタッグを組んで『ジョニー工藤』コンビで作品を撮る事が多い。
- 2015年　ジョニーと決別。その後は初期の作風に近い、肩の力の抜けたゆるい空気感で女優と一対一で撮る作品を不定期リリース。
- 2017年　Twitterで3DVR作品への参入を表明。
- 2019年　これまで実験的なVR作品を撮っていたが、悠月アイシャで王道VR作品を発表。広く受け絵入れられる。かつてのような2Dハメ撮り作品も再開。ゆるい独特の雰囲気で、脚本演出なしの女優のそのままの姿にこだわっている。

## 人物像
- 1965年生まれ。
- カンパニー松尾・葵刀樹・工藤澪の3人が揃ったイベントトーク中に出た「松尾は富野由悠季であり、葵刀樹は押井守であり、工藤澪は庵野秀明である」と言われている。
- 現代のモダンAVアングルの始祖と言われており、影響下にある監督は多い。
- 独自のフェチアングル映像を構築。尻フェチブームの先駆者としても有名である。
- スチール、編集、デザインや、色々な業務をひとりでこなすというが、mixiやブログにおいては、突然写真家宣言をしたり、引退宣言をしたかと思えば撤回したり、不定期な作品制作であったりと、気まぐれや、奇行が多い。
- 京都大学学術出版の書籍に取り上げられるなど、日本風俗への文化的貢献が大きい。
- プレステージより、JI.TSU.RO.KUというレーベルをリリース。
- 1980年代より投稿者として頭角を現し、それ以来プロに転じてからも叩き上げのハメ撮り師というイメージが強い。フェチ的要素はあくまで副産物で、肉体と人間性を露わにする作風は独特。業界からも一定の距離を置き、ただ我が道を往くというスタンスは特異ともいえる(※ムック『ハメ撮り伝説インタビュー参照』)
- 活動歴などは、実録出版の項に詳しい。